# 波瓦延
波瓦延（Powayan），是印度北方邦Shahjahanpur县的一个城镇。总人口23417（2001年）。

## 人口
该地2001年总人口23417人，其中男性12574人，女性10843人；0—6岁人口3423人，其中男1742人，女1681人；识字率56.72%，其中男性为61.21%，女性为51.53%。